# Jarosław Rodzewicz
Jarosław Andrzej Rodzewicz (Gdynia, 11 maggio 1973) è uno schermidore polacco, vincitore di una medaglia d'argento nella scherma ai giochi olimpici.